# Ommatius angulosus
Ommatius angulosus là một loài ruồi trong họ Asilidae. Ommatius angulosus được Scarbrough miêu tả năm 2002. Loài này phân bố ở vùng Tân nhiệt đới.